# Gęś suwalska
Gęś suwalska – polska, ciężka i tłusta, lokalna odmiana gęsi domowej. Zbliżona jest do odmiany pomorskiej.
Pierwotnym obszarem hodowli gęsi tej rasy były tereny obecnych województw: warmińsko-mazurskiego i podlaskiego. Gęsi tej odmiany są odporne na choroby, dobrze przystosowane do warunków środowiskowych, w jakich bytują, nie mając dużych wymagań co do pokarmu. Samice są dobrymi matkami, agresywnie broniącymi gniazda w trakcie wysiadywania. W okresie dwunastego tygodnia życia osiągają masę 3,7–4,3 kg. W upierzeniu zawarte jest dużo puchu. Upierzenie jest przeważnie białe (rzadziej występują osobniki łaciate lub siodłate). Łapy i dziób są barwy pomarańczowo-czerwonej. Nieśność wynosi 30–39 jaj.
W 1974 podjęto w Polsce działania ochronne nad tą odmianą. Celem ochrony materiału genetycznego hodowlę gęsi suwalskich prowadzi m.in. Muzeum Budownictwa Ludowego w Olsztynku, zajmując się także krzyżowaniem ich z innymi odmianami. Z krzyżowania tej odmiany powstała m.in. gęś zatorska.